# Шехоніна-Сергеєва Олена Василівна
Оле́на Васи́лівна Шехо́ніна-Серге́єва (нар. 14 липня 1883, Бровари — пом. 29 березня 1979, Буенос-Айрес) — українська оперна співачка (ліричне сопрано), учениця Миколи Лисенка, солістка Київської опери. Дружина київського архітектора Миколи Шехоніна.

## Життєпис
Олена Сергеєва народилась у Броварах, де винаймали дачу її батьки, 1883 року.
Навчалась в Петербурзькій консерваторії, але після двох семестрів по класу вокалу зрозуміла, що в консерваторії вчать не так, як їй хотілось, та і склад класу не подобався.
Тож Олена почала брати приватні уроки, а навесні 1907 року повернулась до Києва, де розпочала навчання в Музично-драматичній школі Миколи Лисенка (клас професора Марії Зотової).
1908 року відбувся її дебют на сцені Київської опери ще в роки навчання. Олену та її сестру Катерину до цього успіху готував особисто великий композитор і педагог Микола Віталійович Лисенко.
Згодом разом з А. Спасовською і Ю. Лозинською знову виступила на сцені уславленого театру і отримала гарну пресу.
В рецензії на постановку школи Миколи Лисенка газета «Рада» писала 17 січня 1911 року: «Майже готові до сцени А. Спасовська, Ю. Лозинська, О. Шехоніна… Учениця Шехоніна дуже розумно провела сцену Марфи в 4-й дії „Царевої нареченої“: вона уміло володіє своїм невеличким, але приємним голосом (ліричне сопрано) й дуже вільно почувала себе на сцені».
З 1912 року Олена почала постійні виступи в Київській опері. Репертуар її мав широкий діапазон — від драматичних партій Аїди, Лізи і Недди до ліричних — Маргарити та ін.
Ще під час навчання в консерваторії познайомилась з архітектором Миколою Шехоніним, а 1909 року талановитого уродженця Санкт-Петербурга привело до Києва глибоке почуття до Олени і 1909 року вони повінчались і здійснили весільну подорож до Парижа. 1910 року у них народився син Сергій.
Щасливе подружжя понад 30 років прожило в Києві у будинку на розі вулиць Золотоворітської і Володимирської.
Родина Шехоніних товаришувала з народним артистом Михайлом Донцем та його дружиною — оперною співачкою Марією Донець-Тессейр, теж випускницею школи Лисенка і солісткою Київської опери. У будинку Донців «утворився самобутній мистецький центр, де панували музи та інтелект, де гостями бували видатні постаті того часу — від митців до урядовців».
Під час німецької окупації Олена з сім'єю залишалась у Києві, де пережила голод і поневіряння.

## Еміграція
1943 року з чоловіком, сином і невісткою Олександрою виїхала спершу до Австрії, а згодом до Північної Італії. Її чоловік заробляв там, пишучи картини на продаж, був членом товариств акварелістів Австрії та Італії.
Навесні 1948 року родина Шехоніних перебралась до Аргентини. Чоловік і син, який 1937 року закінчив Київський інженерно-будівельний інститут, почали працювати в будівельних компаніях Буенос-Айреса.
Переживши свого чоловіка Олена Василівна пішла з життя 1979 року, похована на Британському кладовищі в Буенос-Айресі, покоїться під тією ж стелою з білим православним хрестом, що і її чоловік. Там же поховані її син Сергій (1910—1990) і невістка Олександра (1912—2002).
Онука Олени Василівни — Марія Шехоніна-Бош свято береже пам'ять про своїх рідних.
Український краєзнавець Дмитро Малаков написав про Шехоніних монографію «Архітектор Шехонін. Три епохи» (2017).